# Districte electoral de Figueres
El districte de Figueres fou una circumscripció electoral del Congrés dels Diputats utilitzada en les eleccions generals espanyoles entre 1871 i 1923. Es tractava d'un districte uninominal, ja que només era representat per un sol diputat.

## Àmbit geogràfic
L'any 1871, el districte comprenia la part nord del partit judicial de Figueres, tret del municipi de Llers, que pertanyia a Vilademuls, tot deixant un enclavament.

## Diputats electes
| Elecció | Elecció        | Diputat                      | Partit/Ideologia                    |
| ------- | -------------- | ---------------------------- | ----------------------------------- |
|         | 1871           | Joan Tutau i Vergés          | Partit Republicà Democràtic Federal |
|         | Abril 1872     | Ricardo Ayuso Espinosa       | Sense dades                         |
|         | Agost 1872     | Francesc Sunyer i Capdevila  | Partit Republicà Democràtic Federal |
|         | 1876           | Severino Arias y Giner       | Conservador                         |
|         | 1879           | Ferran de Moradillo i Patxot | Conservador                         |
|         | 1881           | Manuel Henrich i Girona      | Liberal                             |
|         | 1884           | Luis Moreno y Gil de Borja   | Conservador                         |
|         | 1886           | Tomàs Roger i Larrosa        | Conservador                         |
|         | 1891           | Josep Maria Vallès i Ribot   | Republicà federal                   |
|         | 1893           | Teodor Baró i Sureda         | Liberal                             |
|         | 1896           | Mariano Vilallonga e Ibarra  | Conservador                         |
|         | 1901           | Francesc Pi i Margall        | Republicà federal                   |
|         | 1902 (parcial) | Rafael Coderch i Serra       | Liberal                             |
|         | 1903 (parcial) | Joan Maria Bofill i Roig     | Republicà federal                   |
|         | 1905           | Joaquim Salvatella i Gibert  | Partit Republicà Democràtic Federal |
|         | 1916           | Carles Cusí i de Miquelet    | Liberal independent                 |
|         | 1918           | August Pi i Sunyer           | Partit Republicà Català             |
|         | 1923           | Manuel Rius i Rius           | Unió Monàrquica Nacional (albista)  |

## Resultats electorals

### Dècada de 1920
| Eleccions generals del 29/04/1923 |                                    |                           |       |      |
| Partit/Ideologia                  | Partit/Ideologia                   | Candidat                  | Vots  | %    |
|                                   | Unió Monàrquica Nacional (albista) | Manuel Rius i Rius        | 3.476 | 52,2 |
|                                   | Nacionalista republicà             | Albert Quintana i de León | 3.079 | 46,2 |
|                                   | Altres                             | Altres                    | 6     | 0,1  |
| Vots en blanc                     | Vots en blanc                      | Vots en blanc             | 102   | 1,5  |
| Total                             | Total                              | Total                     | 6.663 | 100  |
| Cens/participació                 | Cens/participació                  | Cens/participació         | 9.136 | 72,9 |

| Eleccions generals del 19/12/1920 |                   |                    |                                                     |
| Partit/Ideologia                  | Partit/Ideologia  | Candidat           | Vots                                                |
|                                   | Republicà federal | August Pi i Sunyer | Electe mitjançant l'article 29 de la llei electoral |

### Dècada de 1910
| Eleccions generals del 01/06/1919 |                                     |                    |       |      |
| Partit/Ideologia                  | Partit/Ideologia                    | Candidat           | Vots  | %    |
|                                   | Republicà federal                   | August Pi i Sunyer | 3.696 | 61,9 |
|                                   | Unió Monàrquica Nacional (maurista) | Manuel Garriga     | 2.121 | 35,5 |
|                                   | Altres                              | Altres             | 12    | 0,2  |
| Vots en blanc                     | Vots en blanc                       | Vots en blanc      | 145   | 2,4  |
| Total                             | Total                               | Total              | 5.974 | 100  |
| Cens/participació                 | Cens/participació                   | Cens/participació  | 9.080 | 65,8 |

| Eleccions generals del 24/02/1918 |                         |                    |       |      |
| Partit/Ideologia                  | Partit/Ideologia        | Candidat           | Vots  | %    |
|                                   | Partit Republicà Català | August Pi i Sunyer | 3.925 | 61,6 |
|                                   | Coalició d'esquerres    | Pau Ferrer i Piera | 2.013 | 31,6 |
|                                   | Altres                  | Altres             | 40    | 0,6  |
| Vots en blanc                     | Vots en blanc           | Vots en blanc      | 342   | 5,4  |
| Vots nuls                         | Vots nuls               | Vots nuls          | 51    | 0,8  |
| Total                             | Total                   | Total              | 6.371 | 100  |
| Cens/participació                 | Cens/participació       | Cens/participació  | 9.721 | 65,5 |

| Eleccions generals del 09/04/1916 |                                       |                             |       |      |
| Partit/Ideologia                  | Partit/Ideologia                      | Candidat                    | Vots  | %    |
|                                   | Liberal independent                   | Carles Cusí i de Miquelet   | 3.564 | 52,1 |
|                                   | Unió Federal Nacionalista Republicana | Joaquim Salvatella i Gibert | 3.080 | 45,0 |
| Vots en blanc                     | Vots en blanc                         | Vots en blanc               | 194   | 2,8  |
| Total                             | Total                                 | Total                       | 6.838 | 100  |
| Cens/participació                 | Cens/participació                     | Cens/participació           | 9.519 | 71,8 |

| Eleccions generals del 08/03/1914 |                                      |                                  |       |      |
| Partit/Ideologia                  | Partit/Ideologia                     | Candidat                         | Vots  | %    |
|                                   | Coalició republicana (UFNR)          | Joaquim Salvatella i Gibert      | 3.331 | 84,7 |
|                                   | Lliga Regionalista                   | Lluís Puig de la Bellacasa i Déu | 2.729 | 69,4 |
|                                   | Partit Republicà Radical (dissident) | Joan Lladó i Vallès              | 461   | 11,7 |
| Vots en blanc                     | Vots en blanc                        | Vots en blanc                    | 226   | 5,7  |
| Total                             | Total                                | Total                            | 3.935 | 100  |
| Cens/participació                 | Cens/participació                    | Cens/participació                | 8.697 | 45,2 |

| Eleccions generals del 08/05/1910 |                                       |                             |       |      |
| Partit/Ideologia                  | Partit/Ideologia                      | Candidat                    | Vots  | %    |
|                                   | Unió Federal Nacionalista Republicana | Joaquim Salvatella i Gibert | 4.113 | 57,2 |
|                                   | Partit Republicà Radical              | Josep Torroella             | 2.382 | 33,1 |
|                                   | Altres                                | Altres                      | 50    | 0,7  |
| Vots en blanc                     | Vots en blanc                         | Vots en blanc               | 642   | 8,9  |
| Total                             | Total                                 | Total                       | 7.187 | 100  |
| Cens/participació                 | Cens/participació                     | Cens/participació           | 9.727 | 73,9 |

### Dècada de 1900
| Eleccions generals del 21/04/1907 |                            |                             |       |      |
| Partit/Ideologia                  | Partit/Ideologia           | Candidat                    | Vots  | %    |
|                                   | Republicà federal solidari | Joaquim Salvatella i Gibert | 4.123 | 87,5 |
|                                   | Republicà anti-solidari    | Antoni Jonama Vergonyós     | 560   | 11,9 |
|                                   | Altres                     | Altres                      | 31    | 0,7  |
| Total                             | Total                      | Total                       | 4.714 | 100  |
| Cens/participació                 | Cens/participació          | Cens/participació           | 9.430 | 50,0 |

| Eleccions generals del 10/11/1905 |                                     |                                |       |      |
| Partit/Ideologia                  | Partit/Ideologia                    | Candidat                       | Vots  | %    |
|                                   | Partit Republicà Democràtic Federal | Joaquim Salvatella i Gibert    | 2.503 | 82,7 |
|                                   | Liberal canalejista                 | José Joaquín Herrero y Sánchez | 492   | 16,3 |
|                                   | Altres                              | Altres                         | 28    | 0,9  |
| Vots en blanc                     | Vots en blanc                       | Vots en blanc                  | 3     | 0,1  |
| Total                             | Total                               | Total                          | 3.026 | 100  |
| Cens/participació                 | Cens/participació                   | Cens/participació              | 9.114 | 33,2 |

| Elecció parcial del 26/05/1903 |                     |                          |       |      |
| Partit/Ideologia               | Partit/Ideologia    | Candidat                 | Vots  | %    |
|                                | Republicà federal   | Joan Maria Bofill i Roig | 3.437 | 62,3 |
|                                | Liberal canalejista | Rafael Coderch i Serra   | 2.062 | 37,4 |
|                                | Conservador         | Pedro Ojesto             | 0     | 0,0  |
|                                | Altres              | Altres                   | 14    | 0,3  |
| Total                          | Total               | Total                    | 5.513 | 100  |
| Cens/participació              | Cens/participació   | Cens/participació        | 9.201 | 59,9 |

| Elecció parcial del 02/02/1902 |                  |                        |       |
| Partit/Ideologia               | Partit/Ideologia | Candidat               | Vots  |
|                                | Liberal          | Rafael Coderch i Serra | 2.453 |

| Eleccions generals del 19/05/1901 |                   |                       |       |      |
| Partit/Ideologia                  | Partit/Ideologia  | Candidat              | Vots  | %    |
|                                   | Republicà federal | Francesc Pi i Margall | 2.244 | 99,7 |
|                                   | Altres            | Altres                | 2     | 0,1  |
| Vots en blanc                     | Vots en blanc     | Vots en blanc         | 5     | 0,2  |
| Total                             | Total             | Total                 | 2.251 | 100  |
| Cens/participació                 | Cens/participació | Cens/participació     | 9.188 | 24,5 |

### Dècada de 1890
| Eleccions generals del 16/04/1899 |                   |                             |       |      |
| Partit/Ideologia                  | Partit/Ideologia  | Candidat                    | Vots  | %    |
|                                   | Conservador       | Mariano Vilallonga e Ibarra | 3.421 | 55,3 |
|                                   | Altres            | Altres                      | 2.770 | 44,7 |
| Total                             | Total             | Total                       | 6.191 | 100  |
| Cens/participació                 | Cens/participació | Cens/participació           | 9.191 | 67,4 |

| Eleccions generals del 27/03/1898 |                   |                             |       |      |
| Partit/Ideologia                  | Partit/Ideologia  | Candidat                    | Vots  | %    |
|                                   | Conservador       | Mariano Vilallonga e Ibarra | 3.220 | 53,3 |
|                                   | Altres            | Altres                      | 2.822 | 46,7 |
| Total                             | Total             | Total                       | 6.042 | 100  |
| Cens/participació                 | Cens/participació | Cens/participació           | 8.430 | 71,7 |

| Eleccions generals del 12/04/1896 |                   |                             |       |      |
| Partit/Ideologia                  | Partit/Ideologia  | Candidat                    | Vots  | %    |
|                                   | Conservador       | Mariano Vilallonga e Ibarra | 3.285 | 63,7 |
|                                   | Altres            | Altres                      | 1.872 | 36,3 |
| Total                             | Total             | Total                       | 5.157 | 100  |
| Cens/participació                 | Cens/participació | Cens/participació           | 9.242 | 55,8 |

| Eleccions generals del 05/03/1893 |                   |                      |       |      |
| Partit/Ideologia                  | Partit/Ideologia  | Candidat             | Vots  | %    |
|                                   | Liberal           | Teodor Baró i Sureda | 3.565 | 54,0 |
|                                   | Altres            | Altres               | 3.031 | 46,0 |
| Total                             | Total             | Total                | 6.596 | 100  |
| Cens/participació                 | Cens/participació | Cens/participació    | 9.096 | 72,5 |

| Eleccions generals del 01/02/1891 |                   |                            |       |
| Partit/Ideologia                  | Partit/Ideologia  | Candidat                   | Vots  |
|                                   | Republicà federal | Josep Maria Vallès i Ribot | 2.501 |

### Dècada de 1880
| Eleccions generals del 04/04/1886 |                  |                       |      |      |
| Partit/Ideologia                  | Partit/Ideologia | Candidat              | Vots | %    |
|                                   | Conservador      | Tomàs Roger i Larrosa | 466  | 55,3 |
|                                   | Altres           | Altres                | 377  | 44,7 |
| Total                             | Total            | Total                 | 843  | 100  |

| Eleccions generals del 27/04/1884 |                  |                            |      |      |
| Partit/Ideologia                  | Partit/Ideologia | Candidat                   | Vots | %    |
|                                   | Conservador      | Luis Moreno y Gil de Borja | 483  | 57,0 |
|                                   | Altres           | Altres                     | 365  | 43,0 |
| Total                             | Total            | Total                      | 848  | 100  |

| Eleccions generals del 20/08/1881 |                  |                         |      |      |
| Partit/Ideologia                  | Partit/Ideologia | Candidat                | Vots | %    |
|                                   | Liberal          | Manuel Henrich i Girona | 506  | 52,9 |
|                                   | Altres           | Altres                  | 451  | 47,1 |
| Total                             | Total            | Total                   | 957  | 100  |

### Dècada de 1870
| Eleccions generals del 20/04/1879 |                   |                              |       |      |
| Partit/Ideologia                  | Partit/Ideologia  | Candidat                     | Vots  | %    |
|                                   | Conservador       | Ferran de Moradillo i Patxot | 687   | 93,7 |
|                                   | Altres            | Altres                       | 46    | 6,3  |
| Total                             | Total             | Total                        | 733   | 100  |
| Cens/participació                 | Cens/participació | Cens/participació            | 1.725 | 42,5 |

| Eleccions generals del 20/01/1876 |                  |                        |       |      |
| Partit/Ideologia                  | Partit/Ideologia | Candidat               | Vots  | %    |
|                                   | Conservador      | Severino Arias y Giner | 2.639 | 90,1 |
|                                   | Altres           | Altres                 | 291   | 9,9  |
| Total                             | Total            | Total                  | 2.930 | 100  |

| Eleccions generals del 10/05/1873 |                                     |                             |       |      |
| Partit/Ideologia                  | Partit/Ideologia                    | Candidat                    | Vots  | %    |
|                                   | Partit Republicà Democràtic Federal | Francesc Sunyer i Capdevila | 5.723 | 99,7 |
|                                   | Altres                              | Altres                      | 15    | 0,3  |
| Total                             | Total                               | Total                       | 5.738 | 100  |

| Eleccions generals del 24/08/1872 |                                     |                             |       |      |
| Partit/Ideologia                  | Partit/Ideologia                    | Candidat                    | Vots  | %    |
|                                   | Partit Republicà Democràtic Federal | Francesc Sunyer i Capdevila | 3.079 | 99,8 |
|                                   | Altres                              | Altres                      | 7     | 0,2  |
| Total                             | Total                               | Total                       | 3.086 | 100  |

| Eleccions generals del 03/04/1872 |                  |                        |       |      |
| Partit/Ideologia                  | Partit/Ideologia | Candidat               | Vots  | %    |
|                                   | Sense dades      | Ricardo Ayuso Espinosa | 4.001 | 51,7 |
|                                   | Altres           | Altres                 | 3.734 | 48,3 |
| Total                             | Total            | Total                  | 7.735 | 100  |

| Eleccions generals del 08/03/1871 |                                     |                     |       |      |
| Partit/Ideologia                  | Partit/Ideologia                    | Candidat            | Vots  | %    |
|                                   | Partit Republicà Democràtic Federal | Joan Tutau i Vergés | 4.632 | 66,9 |
|                                   | Altres                              | Altres              | 2.294 | 33,1 |
| Total                             | Total                               | Total               | 6.926 | 100  |